# Rivière du Pôle Nord
Pour les articles homonymes, voir Pôle Nord (homonymie).
La rivière du Pôle Nord (North Pole Stream en anglais) est un affluent de la Petite rivière Miramichi Sud-Ouest, au Nouveau-Brunswick (Canada). Elle prend sa source dans les Monts Noël, dans le centre-nord de la province. C'est une rivière à saumons, populaire auprès des amateurs de pêche à la mouche. Les Micmacs appelaient la rivière Kadunnatquegak, littéralement « regarder le saumon dans une fosse ». Le nom actuel aurait été choisi par des bûcherons dans les années 1840, peut-être en allusion au climat froid de la région, ou bien au fait que ce soit l'endroit le plus éloigné qu'ils avaient atteint à l'époque. Le nom de la rivière a inspiré A. F. Wightman lorsqu'il a nommé plusieurs montagnes des environs selon les rennes du Père Noël, formant ainsi les Monts Noël.